# Irakanagatta, Nagamangala
Irakanagatta là một làng thuộc tehsil Nagamangala, huyện Mandya, bang Karnataka, Ấn Độ.